# Ludwig Staackmann

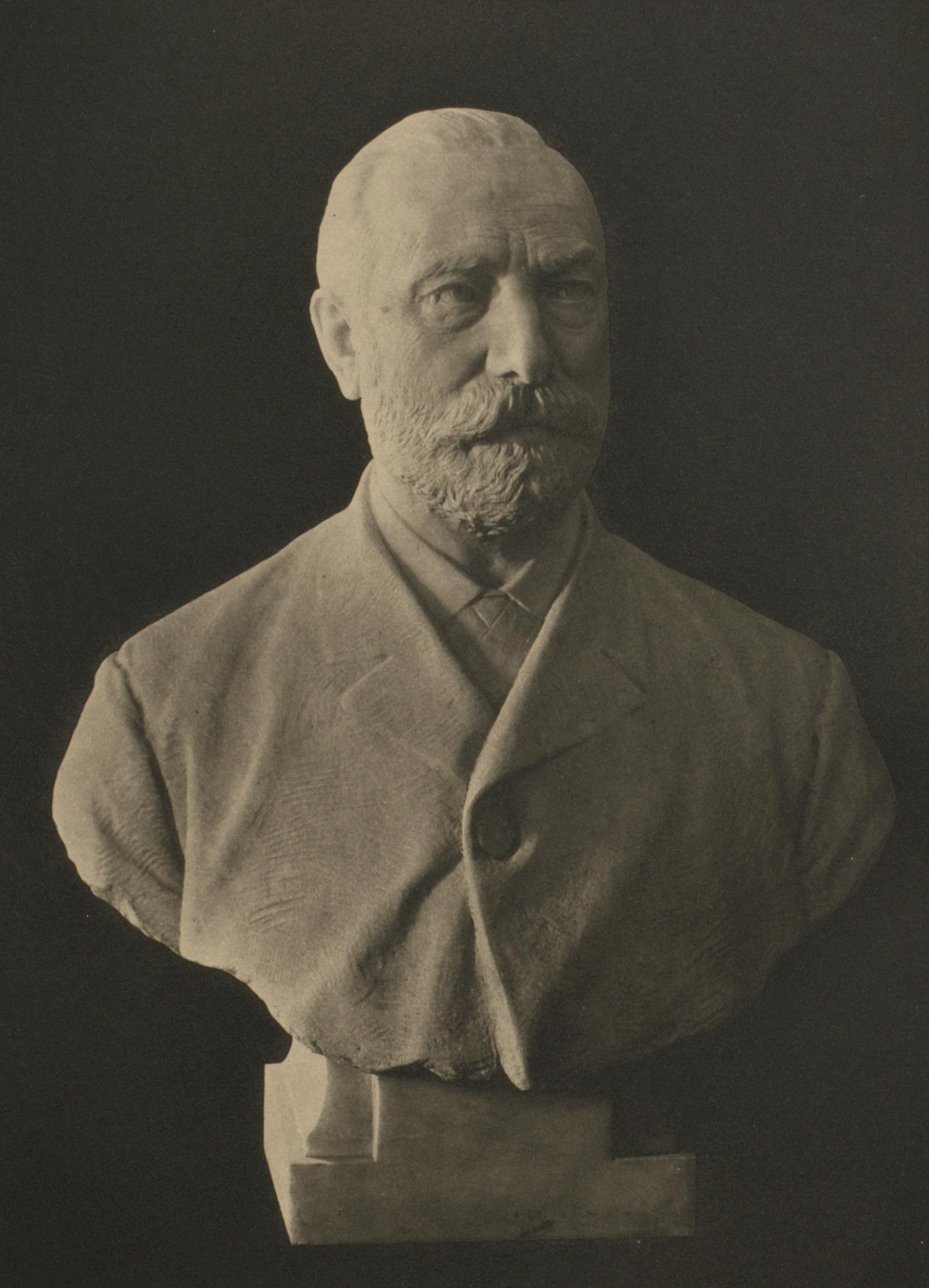
Ludwig Staackmann Büste
von Carl Seffner

Johannes August Ludwig Staackmann (* 3. Juni 1830 in Wolfenbüttel; † 13. Dezember 1896 in Leipzig) war ein deutscher Buchhändler, unter anderem die Werke Friedrich Spielhagens (ab 1869) und Peter Roseggers (ab 1894) verlegte.

## Leben
Staackmann wurde als zweiter Sohn eines aus Stadthagen stammenden Bäckermeisters geboren. Nach Beendigung seiner Schulzeit begann er 1844 eine Ausbildung bei einem Kaufmann in der Nähe von Wolfenbüttel. Ab 1847 war er als kaufmännischer Angestellter in einem Braunschweiger Bankgeschäft tätig. Nebenbei beschäftigte er sich mit der Literatur und schrieb er Theaterkritiken. Nach dem Militärdienst als Einjährig-Freiwilliger im Jahr 1850 arbeitete er 1851 in einem Kolonialwarenhaus in Halle an der Saale. Staackmann kehrte bald darauf nach Braunschweig zurück und trat eine Anstellung in einem Geschäft an, das regelmäßig auf den Leipziger Messen vertreten war. Er wurde auserwählt die Messe in Leipzig zu Besuchen und übersiedetlte in der Folge nach dort und trat in das Bank- und Speditionsgeschäft von August Lieberoth ein.
In Leipzig freundete er sich mit Friedrich Spielhagen, der damals Lehrer am Modernen Gesamtgymnasium war, und mit Max Abraham an und fasste den Entschluss Buchhändler und Verleger zu werden. Staackmann trat 1868 als Teilhaber in Friedrich Loewes Sortimentsbuchhandlung ein und sie firmierten unter Loewe & Staackmann. Loewe führte insbesondere ausländische Literatur in seinem Sortiment. Bereits 1869 machte sich Staackmann, da er die Bedürfnisse der Zeit erkannt hatte, selbständig und gründete am 1. Oktober 1869 den L. Staackmann Verlag in Leipzig, der insbesondere „die Pflege des auslanddeutschen Schrifttums“ berücksichtigte. Er erwarb das Kommissionsgeschäft Hans Barth von Johann Ambrosius Barth jun. (1834–1887), das aus dem Leipziger Verlag von Ignaz Jackowitz hervorgegangen war. Er begann 1869 damit die Werke Spielhagens und ab 1894 auch die Schriften Roseggers zu verlegen.
Zu den Autoren des Verlages L. Staackmann gehörten etwa auch Werner Beumelburg, Max Dreyer und Juliana von Stockhausen, die Schweizer Alfred Huggenberger und Meinrad Inglin, die Sudetendeutschen Rudolf Haas, Emil Hadina, Robert Hohlbaum und Hans Watzlik sowie die Österreicher Rudolf Hans Bartsch, Emil Ertl und Gustav von Festenberg. 1906 verschmolz der Varlag mit F. Volckmar, Albert Koch & Co. (Stuttgart) und C. F. Amelangs Verlag zum „Staackmann-Volckmar-Konzern“, aus dem 1917 die Koehler & Volckmar Aktiengesellschaft hervorging.

## Familie
Staackmann war mit Marianne Regina (geborene Nänni; 1849–1913) verheiratet, mit der er sieben Kinder hatte, von denen drei früh verstarben. Nach dem Tod des Vaters übernahm sein Sohn Alfred Staackmann die Verlagsbuchhandlung und gab zum 50-jährigen Firmenjubiläum die Festschrift Gedenkblätter zum 1. Oktober heraus.
- Alfred Eduard Cuno Staackmann (21. Mai 1873 – 1941/1942), Verlagsbuchhändler ⚭ Clara (* 23. Dezember 1879)[5]
- Lucie Staackmann (1874–1932) ⚭ Hermann Voss (1872–1922)[6]
- Johannes (Hans) August Ludwig Staackmann (1878–1933), Verlagsbuchhändler und Konsul
- Gustav Friedrich (Fritz) Staackmann (4. August 1879 – 15. September 1940) ⚭ Januar 1904 mit Hedwig (geborene Ottenheimer; * 28. Januar 1883, am 21. Januar 1942 ins Rigaer Ghetto deportiert)[5][7]

Ludwig Staackmann wurde im Staackmannschen Erbbegräbnis in der VI. Abteilung des Neuen Johannisfriedhofs beerdigt.